# موسيقى كهروصوتية

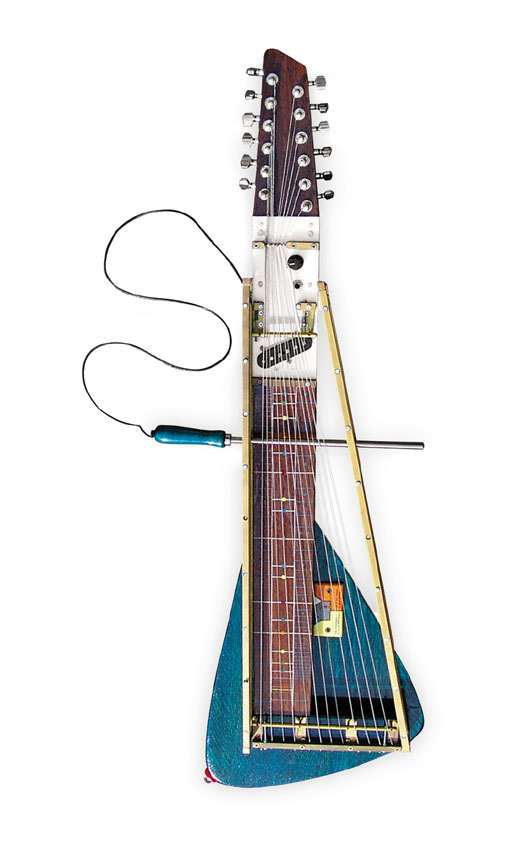

موسيقى كهروصوتية (بالإنجليزية: Electroacoustic)‏ هو الفن الموسيقي الذي يعتمد على تأليف قطعة موسيقة من خلال عنصر الصوت الطبيعى، Acoustic، مستخدما في ذلك الأجهزة الصوتية مثل: الميكروفون والتسجيل والكومبيوتر. وتتركز عملية الإبداع هنا على تأليف أشكال صوتية مختلفة من مصدر الصوت الأصلى. ويعتبر المؤلف الفرنسي بيير شافيه هو رائد هذا الفن، الذي أطلق عليه بالفرنسية فن موسيقى الكونكريت Musique concrète، وقد ترأس شافيه استوديو الموسيقى الالكترونية في باريس عام 1948.

## مصدر
1. ↑  "قيم موسيقاك" (بالإنجليزية).
2. ↑  "معلومات عن إليكتروكوستيك على موقع vocab.getty.edu". vocab.getty.edu. مؤرشف من الأصل في 2020-01-26.
3. ↑  "معلومات عن إليكتروكوستيك على موقع universalis.fr". universalis.fr. مؤرشف من الأصل في 2019-07-25.
4. ↑  "معلومات عن إليكتروكوستيك على موقع babelnet.org". babelnet.org. مؤرشف من الأصل في 2019-12-10.